# Artur Maroszek
Artur Maroszek (ur. 21 lipca 1970) – polski siatkarz, reprezentant Polski. Zdobywca Pucharu Polski w 1999 roku z Warką Strong Club Czarni Radom.
Wychowanek Czarnych, w których grał przez prawie całą swoją karierę. Występował również w II-ligowych zespołach WTS Warka i Energii Gedanii Gdańsk.
W reprezentacji Polski występował w 1992 roku. Rozegrał w niej 9 meczów.